# Entäußerung
Entäußerung ist ein ursprünglich aus dem Christentum stammender theologischer, dann philosophischer Begriff, der unter anderem von Hegel, Fichte, Schelling, Marx und Simone Weil philosophisch gedeutet wurde. Er ist verwandt mit dem Begriff der Vergegenständlichung, besitzt aber auch Aspekte des Begriffs der Entfremdung.

## Definition
Das Wort Entäußerung wird von Fichte, Hegel und Schelling aus der Alltagssprache heraus als philosophischer Begriff gebraucht, also als solcher „umgemünzt“.
Hegel nutzt – wie schon beim Begriff „Aufhebung“ – die (von ihm sehr gelobte) spekulative Eigenart der Sprache, mehrere unterschiedliche Bedeutungen in einem Wort zu verbinden.
Entäußerung hat verschiedene Aspekte:
- Schöpfung von etwas Neuem
- Weggeben, Ablegen von etwas Eigenem
- Selbstöffnung von innen nach außen.

## Theologie
Ursprünglich entstammt der Begriff der Entäußerung, hier als griech. Kenosis, dem Christentum. Im Neuen Testament taucht der Begriff der Kenosis unter anderem in einem Brief des Paulus an die Philipper auf. Gemeint ist dort die Menschwerdung Gottes in Jesus Christus: „Er war Gott gleich, hielt aber nicht daran fest, wie Gott zu sein, sondern er entäußerte sich und wurde wie ein Sklave und den Menschen gleich.“
Kenose ist darauf aufbauend auch die theologische Lehre von der Entäußerung des göttlichen Logos; im 19. Jahrhundert bildete sich eine eigene Schule der Kenotiker, als deren Hauptvertreter Wolfgang Gess (1819–1891) gilt. Der japanische Philosoph Nishitani Keiji sieht im Begriff Entäußerung auch Aspekte des Weges zum buddhistischen Konzept der Shunyata (etwa: „Leerheit“).

## Hegel
Bei Hegel wird Entäußerung als 
- durch Arbeit Hervorgebrachtes und
- dessen Weggabe bestimmt.

Die Entäußerung ist dabei zentral in der zweiten Phase von Hegels Dialektik: Der absolute Geist (der ersten Person Gottes im Christentum, dem Vater, entsprechend) wird zur Natur und zum Menschen durch Entäußerung. Dies entspricht der zweiten Person Gottes, dem Sohn. Der Gang der Weltgeschichte verläuft nach Hegel derart, dass der Weltgeist sich mittels der bewussten Tätigkeit des Menschen als Vergegenständlichungen entäußert, die ihm gegenüber eine selbstständige Existenz annehmen, in Widerspruch zu ihm geraten und damit eine neue, höhere Form des Bewusstseins provozieren.
Auf diese Weise arbeitet der Weltgeist in ständiger Entäußerung, Rücknahme und neuer Entäußerung den historischen Prozess aus sich heraus. Hegel gelingt es so, eine enge Verklammerung von Subjekt und Objekt darzustellen, in Widerspruch zu setzen und dialektisch aufzuheben.

## Schelling
Bei Schelling findet sich der Begriff der Entäußerung auch mit systematischer Bedeutung in seiner „Philosophie der Offenbarung“. Hier wird der Begriff allerdings verwendet im Sinne des Aufhören des Äußeren, welches in der Deutschen Sprache durch das  Präfix „ent-“ figuriert wird. Die Ent-Äußerung wird von Schelling so als ein entscheidender Moment in der kenotischen Bewegung Gottes der Entäußerung aller Äußerlichkeit verstanden und so von ihm in seiner theologischen Bedeutung bei Paulus aufgegriffen.

## Marx
Die ökonomische und gesellschaftliche Interpretation des Begriffs wird erst bei Verwendung durch Karl Marx durchgeführt, der wesentliche Begriffe Hegels übernahm. Auch wenn der Begriff der Entäußerung oft mit dem Begriff der Verdinglichung und Entfremdung in Zusammenhang steht, ist er bei Marx nicht durchweg negativ angelegt, sondern bezeichnet auch positiv die Möglichkeit, sich im entäußerten Produkt der Arbeit als Produzent wiederzuerkennen und sich so selbst zu bestätigen und zu verwirklichen.

## Simone Weil
Auf Weil geht der Gedanke der „décréation“ zurück, der „totalen Selbstentäußerung des Menschen vor Gott“.